# Angela Burdett-Coutts
Pour les articles homonymes, voir Burdett et Coutts.
Angela Georgina Burdett-Coutts, 1re baronne Burdett-Coutts (née le 21 avril 1814 et morte le 30 décembre 1906), fille de Francis Burdett, homme politique britannique radical (Tory) et de Sophia Coutts, héritière d'un riche banquier londonien, est une riche philanthrope qui a utilisé son immense fortune à financer des bourses d'études et soutenir un grand nombre d'actions charitables.

## Biographie
Quand elle avait vingt-trois ans, elle hérita de la plupart du fortune de son grand-père Thomas Coutts. L'héritage se montait à à peu près deux millions de livres sterling. 
Malgré une inondation de demandes en mariage à cause de sa richesse, elle choisit de rester célibataire et de se concentrer sur la philanthropie pour la plupart de sa vie. Ce n'est qu'en 1881, à l'âge de soixante-sept ans, qu'elle épouse son secrétaire américain, William Lehmann Ashmead-Bartlett. À cause d'une clause dans le testament de son grand-père qui lui défend d'épouser un étranger, elle perd trois cinquièmes de son revenu en faveur de sa sœur. William adopte le surnom de sa femme et se fait élire au Parlement britannique dès 1885.
Elle meurt de la bronchite chez elle, à Stratton Street en Piccadilly, le 30 décembre 1906. Le roi Édouard VII la décrit ainsi comme « la femme la plus remarquable au royaume suivant ma mère ».

### Philanthropie
Burdett-Coutts dispensa des sommes énormes aux causes caritatives à travers sa vie. La gamme de ses intérêts était large. Elle était mécène majeure de l'Église d'Angleterre, prodiguant des dotations aux évêchés du Cap, d'Adelaide et fondant celui de la Colombie-Britannique. Elle finança de plus la construction de nombreuses églises et d'écoles d'église. 
Pour améliorer les conditions des pauvres en Angleterre, elle conçut de nombreux programmes. En 1869, elle établit la Poissonnerie de la Colombie à Bethnal Green pour fournir du travail aux habitants du quartier. Cet engagement, qui lui coûta 200 000 livres sterling, devait se terminer par un échec. Elle établit aussi des écoles de couture en Spitalfields quand l'industrie de la soie de cet quartier-là commençait à décliner et fit placer des centaines de garçons pauvres à bord des navires-écoles de la Royal Navy et de la marine marchande.
Elle soutenait aussi des programmes d'émigration aux colonies britanniques pour les pauvres et s’intéressait à améliorer les conditions déplorables en Irlande. En 1880 elle fit distribuer des semences au prix de 250 000 livres sterling aux métayers irlandais et y tenta aussi de promouvoir l'industrie de la pêche. 
Avec Charles Dickens elle fonde Urania Cottage, pour « sauver » celles qu'on appelait à l'époque des « femmes perdues », c'est-à-dire essentiellement des prostituées.
En 1844, Charles Dickens lui dédicace Martin Chuzzlewit et la reine Victoria lui confère le titre de baronne Burdett-Coutts en 1871, en récompense de ses multiples actions philanthropiques.